# 辽宁广播电视台宜佳购物频道
辽宁宜佳电视购物有限公司隶属于辽宁广播电视台，是辽宁台2007年10月立项并独家投资创办的百货业态的居家电视购物公司。
2008年1月19日，宜佳购物节目在辽宁电视台原公共频道开播。2010年1月1日，辽宁台原体育频道停播，辽宁广播电视台宜佳购物频道正式开播，由此成为全国具有电视购物运营资质的居家电视购物频道的一员，该频道也是辽宁省辐射面最广的专业居家电视购物频道。2012年1月1日，辽宁广播电视台与沈阳广播电视台正式实现战略合作，沈阳台原北方购物与宜佳购物合并，沈阳台原购物频道停播。

## 关于宜佳购物频道
辽宁广播电视台宜佳购物频道开播于1997年，原为辽宁有线电视台第二套节目。辽宁有线台与辽宁电视台合并后该频道曾用名“体育健康频道”、“娱乐频道”、“体育频道”，2010年体育频道停播改为宜佳购物频道。同时另外开设“宜佳精选频道”于IPTV及北方广电网络播出。